# Bemboka
Bemboka est une localité australienne située dans la zone d'administration locale de la vallée de la Bega en Nouvelle-Galles du Sud.

## Géographie
Bemboka est située dans la vallée de la rivière Bemboka, sur la Snowy Mountains Highway, à 25 km à l'ouest de Bega et 470 km au sud de Sydney.

## Démographie
| 2011 | 2016 | 2021 |
| ---- | ---- | ---- |
| 578  | 577  | 589  |